# Samuel J. Crawford
Samuel Johnson Crawford (10 de Abril de 1835 – 21 de Outubro de 1913) foi um General da Guerra Civil Americana nos exércitos da União e o terceiro Governador do Kansas (1865-1868). Também exerceu como um dos primeiros membros da Assembleia Legislativa do Kansas.

## Primeiros anos
Crawford nasceu no Condado de Lawrence, Indiana e cresceu numa fazenda enquanto estudava em Bedford, Indiana. Mais tarde, cursou advocacia na Cincinnati College. Filho de William e Jane (Morrow) Crawford, nativos da Carolina do Norte e mudaram-se para o Território de Indiana em 1815. Seus avós paternos foram James e Mary (Fraser) Crawford e seu avô sendo um soldado revolucionário.

## Chegada em Kansas
Samuel J. Crawford chegou no Território do Kansas e começou a exercer advocacia em Garnett, Kansas no dia 1° de Março de 1859. Em Maio do mesmo ano de sua chegada compareceu na Convenção Osawatomie e participou na organização do Partido Republicano em Kansas. Em Setembro do mesmo ano foi um delegado para a convenção Republicana do estado em Topeka, que colocou em nomeação funcionários do estado sob a Constituição Wyandotte.
Em Novembro de 1859, foi eleito membro da primeira Assembleia do estado e ajudou a colocar o governo estadual em serviço.

## Carreira militar
No final da primeira sessão, o país estava envolvido na guerra. Renunciou ao seu cargo legislativo para se tornar capitão da 2ª Infantaria do Kansas. Participou da campanha de 1861 no sudoeste do Missouri, liderada pelo General Lyon, e participou de todos as batalhas, incluindo a crucial Batalha de Wilson's Creek. Em Março de 1862, Crawford recebeu o comando da Companhia A, 2ª Cavalaria do Kansas, e mais tarde comandou um batalhão no mesmo regimento.
Com a 2ª Cavalaria do Kansas, esteve com o general James G. Blunt no sudoeste de Missouri, Arkansas e no Território indígena até o início do outono de 1862. Durante esse período, participou das batalhas de Newtonia, Old Fort Wayne, Cane Hill, Bald Peak, Cove Creek, Prairie Grove e Van Buren. Em Old Fort Wayne, liderou seu batalhão no ataque, o que resultou na captura de uma bateria inteira de artilharia.
No dia 12 de Março de 1863, recebeu o comando da 2ª Cavalaria do Kansas e logo depois se juntou a Blunt em Fort Gibson para uma expedição ao sul através da Nação Choctaw. Essa campanha terminou com a tomada de Fort Smith, Arkansas e o Coronel Crawford foi fundamental para capturar vários prisioneiros, vagões, cavalos, um tesoureiro Confederado e 40.000 dólares em dinheiro Confederado.
Em Novembro de 1863, foi nomeado coronel da 2ª Infantaria (Negra) do Kansas (mais tarde na 83ª Tropas Negras dos EUA). Seu regimento participou da Expedição Camden e conduziu de forma admirável na Batalha de Jenkins' Ferry, onde assumiu boa parte de um regimento de Indiana e capturou uma bateria de artilharia rebelde composta por três armas. Em Março de 1864, se juntou ao General Frederick Steele em uma expedição ao Rio Vermelho, sob o comando do General Nathaniel Banks. Na Batalha de Jenkins' Ferry, seu comando perdeu feio e seu próprio cavalo foi baleado.

## Governador
Ainda ativo, no dia 8 de Setembro de 1864, Crawford foi indicado a Governador do Kansas. No dia 1º de Outubro, recebeu uma licença, a primeira que teve desde que entrou no cargo no início da guerra. No entanto, ao chegar em Kansas, soube da Expedição de Price ao Missouri. Em vez de entrar na propaganda eleitoral para o cargo, imediatamente se reportou e foi designado para o pessoal do General Samuel Ryan Curtis. Por serviços louváveis no campo de batalha, foi promovido a General de Brigada no dia 13 de Março de 1865.
No dia 8 de Novembro de 1864, foi eleito governador e no dia 9 de Janeiro de 1865, prestou juramento; No dia 5 de Setembro de 1866, se tornou a primeira pessoa a ser reeleita governador do Kansas.
O Governador Crawford renunciou no dia 4 de Novembro de 1868 para assumir o comando da 19ª Cavalaria Voluntária do Kansas, que se juntaria à 7ª Cavalaria dos Estados Unidos na Campanha de Inverno de Custer-Sheridan de 1868 a 1869.

## Aposentadoria
Depois de se aposentar do governo, Crawford estava no negócio imobiliário em Emporia, Kansas, até 1876, quando se mudou para Topeka para iniciar a acusação de certas ações contra os Estados Unidos por terrenos de indenização, e nisso prestou muita ajuda ao Kansas. Posteriormente, mudou-se para Washington, D.C., e exerceu advocacia por vários anos. Entre outras atividades, Crawford publicou Kansas in the 60's, um trabalho que atraiu muita atenção como um retrato das condições no início da história do Kansas.
No dia 1° de Dezembro de 1870, fundou a Florence Town Company. Foi um grupo de homens que soube da rota proposta da Atchison, Topeka and Santa Fe Railway que decidiram em um local da cidade onde a ferrovia atravessaria o Rio Cottonwood. Nomeou a cidade, Florence, em homenagem a sua filha.

## Legado
Foi nomeado em homenagem a Samuel J. Crawford o Condado de Crawford, Kansas. Muitas cidades do Kansas também têm ruas com o nome de Crawford.